# جیجاق آبی
جیجاق آبی (نام علمی: Cyanocitta cristata) گونه‌ای پرنده است که در سرده جیجاق‌های بر جدید جای دارد. این گنجشک‌سان بومی آمریکای شمالی است. این پرنده هم در جنگل‌های درختان مخروطی و هم در جنگل‌های درختان برگریز زندگی و زادآوری می‌کند. جیجاق کبود در نزدیکی زیستگاه‌های آدمی بسیار دیده شده‌است.
درازای این پرنده از نوک تا دم ۲۲ تا ۳۰ سانتی‌متر و وزن آن نیز ۷۰ تا ۱۰۰ گرم است.

## نگارخانه

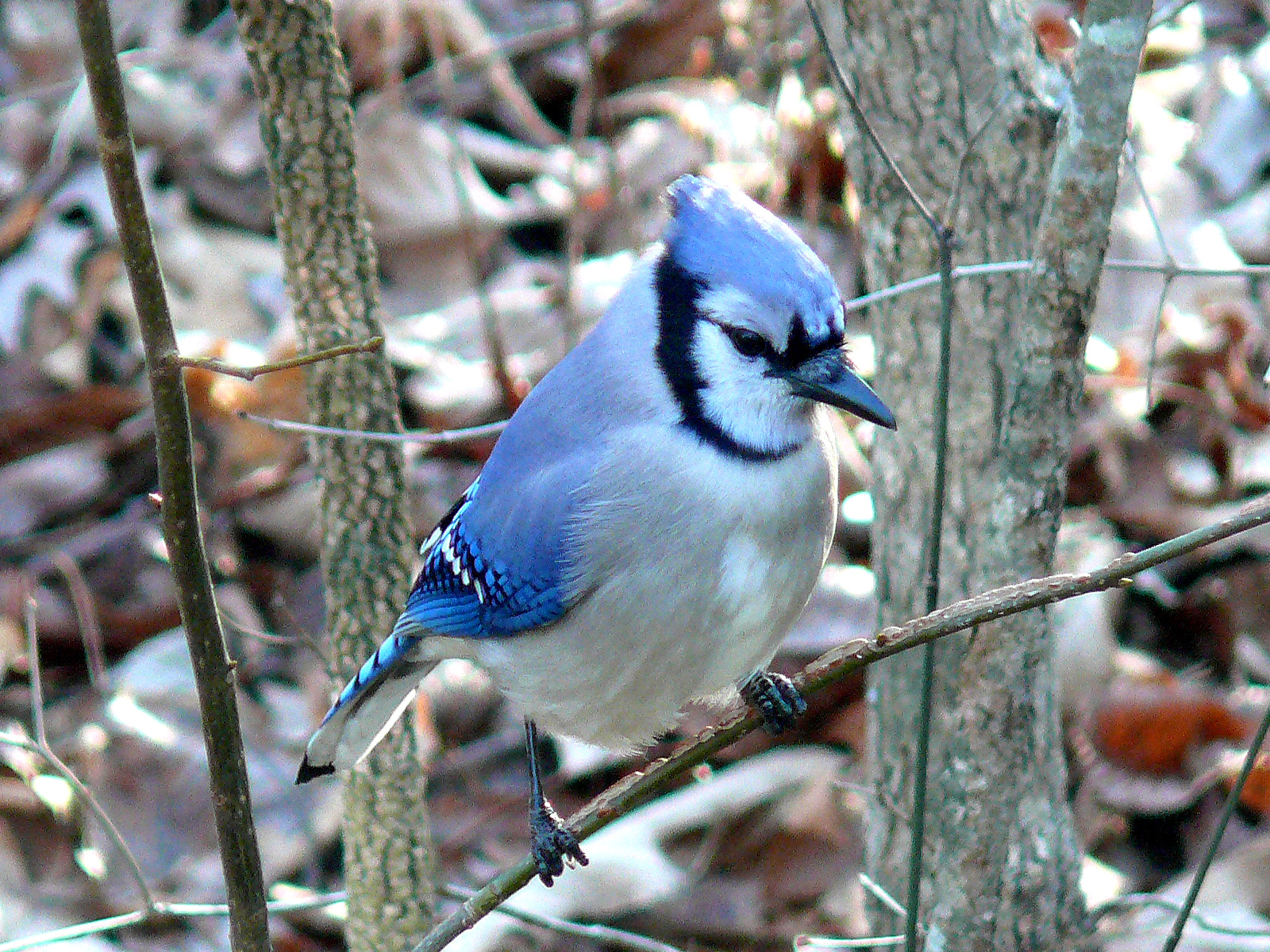
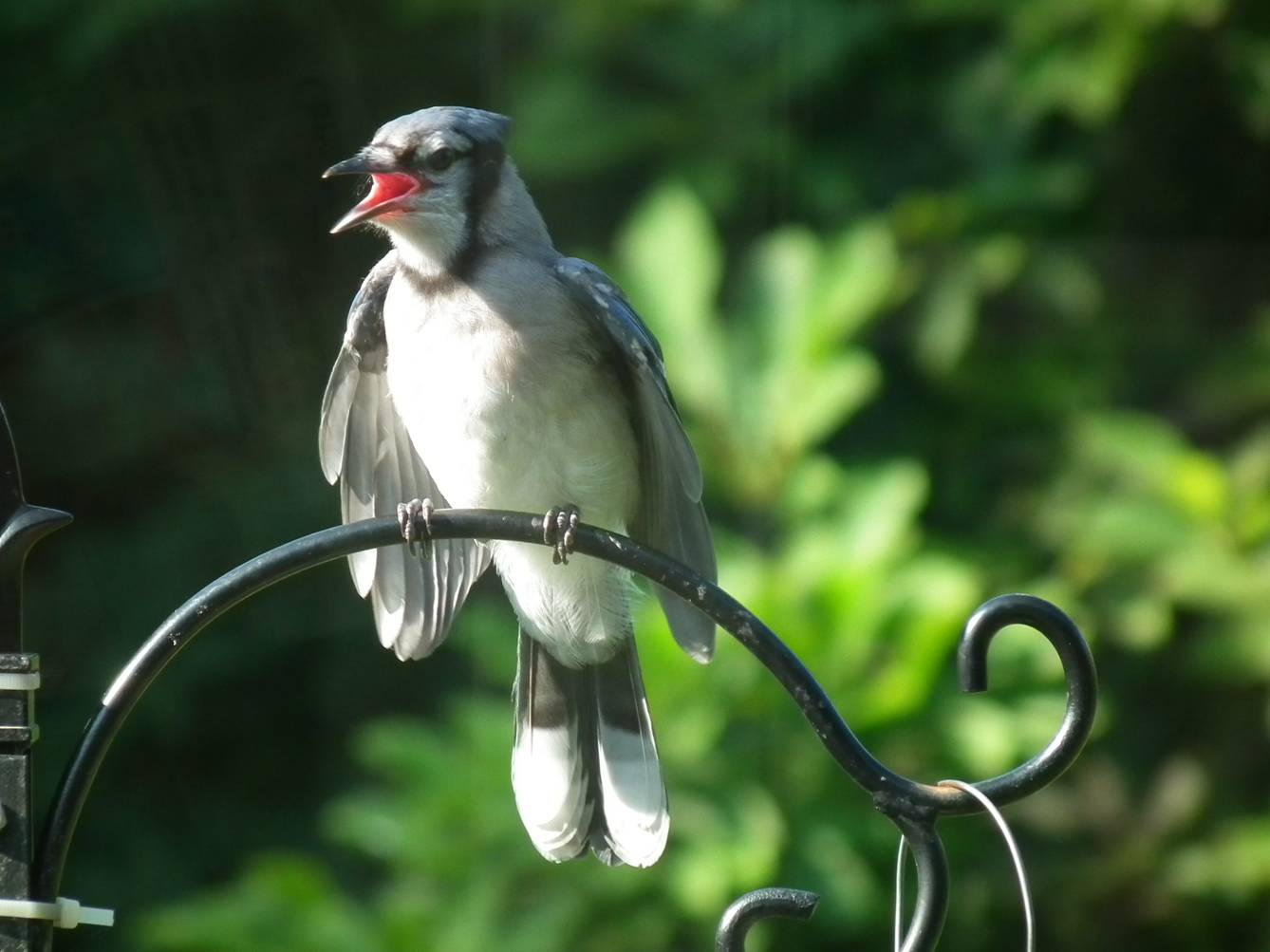
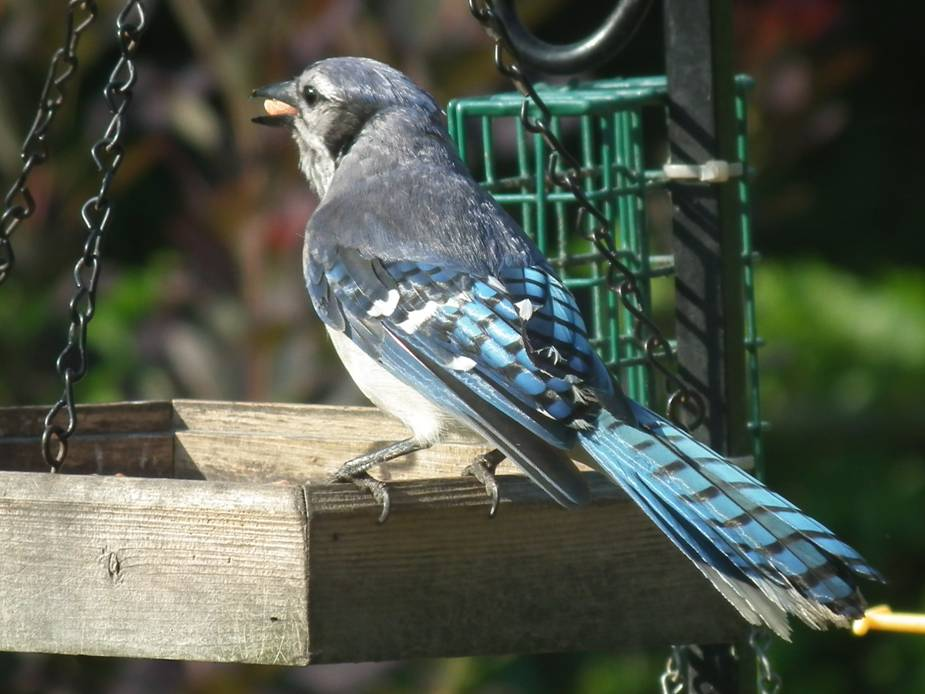
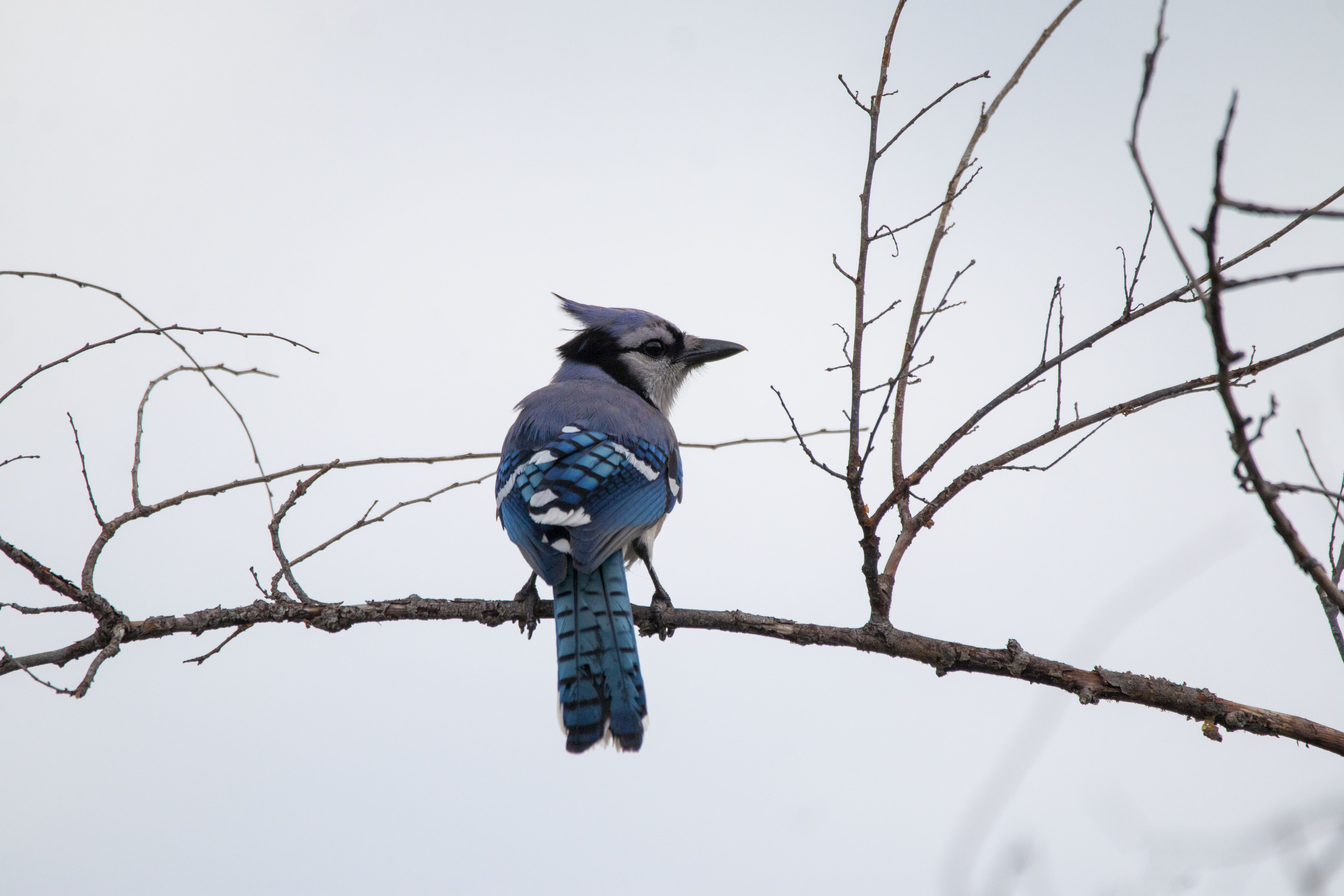